# Ficção científica militar

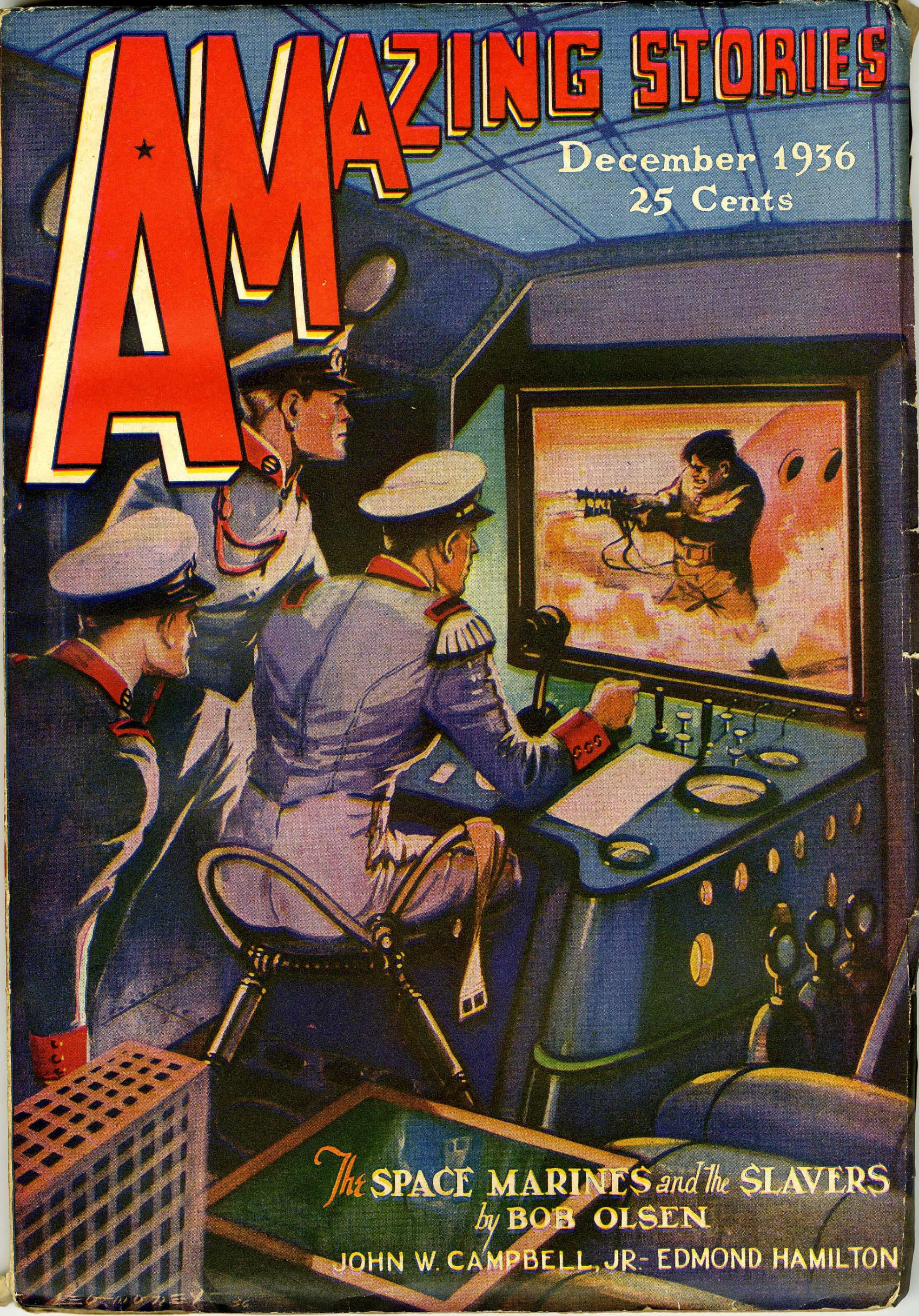
Capa da revista pulp Amazing Stories de 1936, destacando a história "The Space Marines and the Slavers" de Bob Olsen

A ficção científica militar é um subgênero da ficção científica que caracteriza o uso da tecnologia de fictícia, principalmente armas, para fins militares e personagens principais que são membros de uma organização militar, que ocorre por vezes no espaço exterior ou em um planeta ou planetas diferentes.
Uma descrição detalhada do conflito, as táticas e armas usadas por ele, e o papel de um serviço militar e os membros individuais da organização militar constituem a base para um trabalho típico de ficção científica militar. As histórias frequentemente usam recursos do passado real ou conflitos atuais da Terra, com os países sendo substituídos por planetas ou galáxias de características semelhantes, navios de guerra substituídos por naves espaciais e certos eventos alterados de modo a que o autor pode extrapolar o que pode ter ocorrido.
Vários subconjuntos de ficção científica militar se sobrepõem a space opera, concentrando-se em batalhas espaciais de grande escala com armas futuristas. Em um extremo, o gênero é usado para especular sobre futuras guerras envolvendo viagens espaciais, ou os efeitos de uma tal guerra em seres humanos. O termo "space opera militar" é ocasionalmente usado para denotar este subgênero, como usado, por exemplo, pela crítica Sylvia Kelso ao descrever a Saga Vorkosigan de Lois McMaster Bujold. Outro exemplo de space militar seria a franquia Battlestar Galactica.
Precursores de ficção científica militar podem ser encontrados em histórias de "guerra futura" que remontam a "The Battle of Dorking" de George Chesney (1871). Outras obras de ficção se seguiram, incluindo "The Land Ironclads" de H. G. Wells. Eventualmente, como ficção científica tornou-se um gênero estabelecido e separado, ficção científica militar estabeleceu-se como um subgênero. Um desses trabalhos é Uller Uprising de H. Beam Piper (1952) (com base nos acontecimentos da Revolta dos Sipais). Starship Troopers, de Robert A. Heinlein (1959) é outra obra de ficção científica militar, juntamente com Dorsai (1960) de Gordon R. Dickson, e estes foram os maiores responsáveis por popularizar essa sub-gêneros entre os jovens leitores da época.
A Guerra do Vietnã resultou em veteranos com experiência de combate que decidiram escrever ficção científica, incluindo Joe Haldeman e David Drake. Ao longo da década de 1970, trabalhos como The Forever War de Haldeman, a primeira história da série Hammer's Slammers de Drake, ajudara a aumentar a popularidade do gênero.

## Exemplos
Literatura
- Guerra do Velho, de John Scalzi

- Guerra sem fim,  de Joe Hadelman
- O Jogo do Exterminador, de Orson Scott Card

- A Guerra dos Mundos de H. G. Wells
- Starship Troopers, de Robert A. Heinlein

Animes
- Mobile Suit Gundam, de Yoshiyuki Tomino

Cinema
- Spectral

- Batle: L-A
- No Limite do Amanhã